# Diplazium solandri
Diplazium solandri là một loài dương xỉ trong họ Athyriaceae. Loài này được Carruth. mô tả khoa học đầu tiên năm 1873.
Danh pháp khoa học của loài này chưa được làm sáng tỏ. 